# Metodologías abiertas
Las metodologías abiertas son las acciones, estrategias, lineamientos y herramientas utilizadas ampliamente para traducir, en diferentes formatos, prácticas y saberes localizados en diversas temáticas situados en espacios físicos y digitales. En un principio, se puede definir a las metodologías abiertas como las formas para hacer las cosas —know how— con un enfoque horizontal y territorializado que comprende entender diversas perspectivas para activar su ideación, formulación, implementación, sistematización y evaluación bajo los principios de creación colectiva. Estas metodologías se caracterizan por buscar la creación y difusión de saberes e informaciones referentes a las formas de crear metodologías emancipadas de las concepciones tradicionales y desterritorializadas del pensar-saber-hacer metodológico. Su base es la cooperación para la creación de sus contenidos  donde se explican las etapas de los diversos procesos metodológicos como lo hace la metodología educativa abierta, la cual se basa en amplificar las formas de enseñanza para mejorar los procesos educativos a través de recursos libres como lo han implementado históricamente las universidades populares.
Bajo la premisa de la creación colectiva y el acceso de recursos libres, estas metodologías generan contrapeso a las prácticas "cerradas" y tradicionales que limitan el acceso a la información. Esta premisa corresponde a una amplia gama de áreas que trabajan con la metodologías abiertas desde el sector cultural, artístico y creativo, enfocados en la circulación de herramientas que aportan al desarrollo de las redes de proyectos de autogestión a nivel local, regional, nacional e internacional.
Las metodologías abiertas son de suma importancia en los diferentes escenarios de educación tanto formal como informal, por ejemplo, en la educación superior se encuentran en el uso de recursos educativos abiertos. Este abordaje produce una colisión entre las TIC y la Educación que combina aspectos de emancipación radical hacia la liberación de la información, inmerso en el escenario de aprendizaje moderno en las diferentes instituciones de educación a nivel general. Este encuentro entre ecosistemas diversos, en función de lo abierto, tienen un impacto que complejiza las dimensiones políticas, sociales, económicas, ambientales e históricas que enfrenta la población a nivel mundial, siendo así una de las principales fuentes de crecimiento de otras tecnologías a través de sus herramientas estratégicas para la inclusión en el mercado laboral y la sociedad contemporánea.

## Breve revisión de las metodologías abiertas
Estas metodologías nacen desde los procesos de contracultura que promueven el libre acceso a la información, especialmente enfocado en las aquellas metodologías utilizadas en el campo científico buscando liberar la información y convertirla en un bien público. Las metodologías abiertas tienen su origen y filosofía en el concepto de los datos abiertos que refiere a aquellos datos digitales abiertos al público para ser usados, reutilizados y redistribuidos libremente por cualquier persona.

## Incidencia en el sector cultural, artístico y creativo
En el sector cultural, artístico y creativo se puede observa la construcción de metodologías de participación que se caracterizan por la apertura a la información y las dinámicas de participación ciudadana, por lo que es un claro referente de los procesos de creación de metodologías abiertas en el marco de la gestión de proyectos. Una de las formas de generar sostenibilidad para la construcción de metodologías, se da a través de la articulación de proyectos sociales con diferentes actores/actrices sociales en los territorios, a través de la investigación y la implementación de metodologías participativas, que son la base para la construcción de memoria colectiva y la apropiación del territorio. Esta construcción se fortalece mediante el desarrollo de herramientas de visualización creativa y trabajo cooperativo en donde se empieza a constituir una cultura de uso de los medios sociales que favorece las estructuras participativas, conversacionales y abre nuevas posibilidades para el ejercicio ciudadano.

### Diseño social y metodologías abiertas
El diseño social es el área de abordaje del diseño que desde su concepción planteó resignificar las apuestas mercantilistas de este campo de estudio a través de un accionar socialmente localizado y ampliado a las voces territoriales en los que concebía su práctica. A la amplia diversidad de definiciones, se contempla una de las concepciones que puede relacionarse a las metodologías abiertas en la medida en la que ejerce su teoría y práctica como herramienta de resistencia, este aparece como una práctica enfocada a la solución de problemas locales y de la periferia entre otros lugares que han sido olvidados por las lógicas de consumo dispuestas principalmente en los centros de poder. Este enfoque se geolocaliza a través del trabajo contextual de cada sociedad, por ejemplo en Colombia se evidencia la pluralidad de acciones enfocadas al conflicto armado interno en Colombia a través del trabajo de cocreación con las poblaciones en las diferentes regiones, enmarcados en un ejercicio de construcción colectiva y popular sobre formas de narrar y relatas las experiencias vividas durante escenarios de conflicto. Las metodologías abiertas se han construido a través del trabajo cooperativo de los actores/actrices sociales que llevan a cabo procesos comunitarios y donde el diseño tiene un rol de facilitador y mediador durante los procesos de creación colectiva a través de métodos cuantitativos y cualitativos. Es importante destacar que las metodologías abiertas tienen un fuerte componente cualitativo, que para esta herramienta ofrece la posibilidad de generalizar resultados y controlar en el fenómeno el conteo y magnitudes de éstos, y la investigación cualitativa proporciona profundidad, riqueza interpretativa, contextualización y detalles.

## Características
- Busca el acceso libre para las herramientas de creación
- Contempla el uso de datos libres como parte de su filosofía
- Se pueden rastrear en el trabajo comunitario y regional como formas de autogestión
- Constituye una visión actual sobre las prácticas del que hacer —know how— autónomo
- Amplia las categorías metodológicas y abre la posibilidad de ejercerlas por cualquier persona